# 저우 군
대수기하학에서 임의의 체에 대수 버라이어티의 저우 군은 위상 공간의 코호몰로지와 비슷한 대수-기하학적 유사체이다. 저우 군의 원소는 단순 또는 세포 코호몰로지 군이 부분 복합체에서 형성되는 방식과 유사한 방식으로 부분 버라이어티들(소위 대수적 순환)로 형성된다. 버라이어티가 매끄러울 때 저우 군은 코호몰로지 군( 푸앵카레 쌍대성 비교)으로 해석될 수 있으며 교차곱이라는 곱셈을 갖는다. 저우 군은 대수 버라이어티에 대한 풍부한 정보를 전달하고, 일반적으로 계산하기가 어렵다. 1958년 클로드 슈발레가 저우웨이량의 이름을 따서 명명했다.

## 유리적 동치성과 저우 군
다음 내용을 위해 체 {\displaystyle k}에 대한 버라이어티를 유한 유형 {\displaystyle k}- integral 스킴으로 정의한다. 임의의 유한 유형 {\displaystyle k}-스킴 {\displaystyle X}에 대해, {\displaystyle X} 위의 대수적 순환은 {\displaystyle X}의 부분 버라이어티의 정수 계수 유한 선형 결합을 의미한다.(여기와 아래에서는, 달리 명언급지 않는 한  부분 버라이어티들이 {\displaystyle X} 안에서 닫혀 있는 것으로 이해된다.  자연수 {\displaystyle i}에 대해, {\displaystyle X} 위의 {\displaystyle i} -차원 순환(또는 {\displaystyle i} - 순환)들이 이루는 군 {\displaystyle Z_{i}(X)}은 {\displaystyle X}의 {\displaystyle i} 차원 부분 버라이어티들의 집합에서 생성된 자유 아벨 군이다.
임의의 {\displaystyle i+1}차원 버라이어티 {\displaystyle W}와 {\displaystyle W} 위에서 정의된 영함수가 아닌 임의의 유리 함수 {\displaystyle f}에 대해, {\displaystyle f}는 {\displaystyle i} -순환
{\displaystyle (f)=\sum _{Z}\operatorname {ord} _{Z}(f)Z}
이다. 여기서 합은 {\displaystyle W}의 모든 {\displaystyle i}  -차원 부분 버라이어티 {\displaystyle Z}에 걸쳐 있고, 정수 {\displaystyle \operatorname {ord} _{Z}(f)}는 {\displaystyle Z} 위에서 {\displaystyle f}의 소멸 차수를 나타낸다.(따라서,  {\displaystyle f}가 {\displaystyle Z} 위에서 극점을 가지면 {\displaystyle \operatorname {ord} _{Z}(f)}가 음수이다.) {\displaystyle W}가 특이 버라이어티인 경우 소멸 차수의 정의에 약간의 주의가 필요하다.
유한 유형 {\displaystyle k}-스킴 {\displaystyle X}에 대해, 유리적으로 0과 동치인 {\displaystyle i}-순환들의 군은, {\displaystyle X}의 모든 {\displaystyle (i+1)}-차원 부분 버라이어티 {\displaystyle W}에 대한 순환 {\displaystyle (f)}와 {\displaystyle W} 위의 0이 아닌 모든 유리 함수 {\displaystyle f}에 의해 생성된 {\displaystyle Z_{i}(X)}의 부분 군이다. {\displaystyle X}위의 {\displaystyle i} -차원 순환들의 저우 군 {\displaystyle CH_{i}(X)}은, {\displaystyle Z_{i}(X)}을 유리적으로 0과 동치인 순환의 부분 군으로 나눈 몫군이다. 가끔 저우 군에서 부분 버라이어티 {\displaystyle Z}의 동치류를 {\displaystyle [Z]}로 쓰는 사람도 있다.  두 개의 부분 버라이어티 {\displaystyle Z}, {\displaystyle W}의 경우 {\displaystyle Z}와 {\displaystyle W}가 유리적으로 동치임을 {\displaystyle [Z]=[W]}라고 쓴다.
예를 들어, {\displaystyle X}은 {\displaystyle n}차원 버라이어티일 때. 저우 군 {\displaystyle CH_{n-1}(X)}은 {\displaystyle X}의 제수 유군이다 . {\displaystyle X}가 {\displaystyle k} 위에서 매끄러울 때  (또는 더 일반적으로,  locally Noetherian normal factorial scheme ), 이는 {\displaystyle X} 위의 선다발들의 피카르 군과 동형이다.

### 유리적 동치성의 예

#### 사영 공간에 대한 유리적 동치성
초곡면에 의해 정의된 유리적으로 동치적인 순환은 모두 동일한 벡터 다발의 영점들로 구성될 수 있기 때문에 사영 공간에서 구성하기 쉽다. 예를 들어, 두 개의 {\displaystyle d}차 동차 다항식 {\displaystyle f,g\in H^{0}(\mathbb {P} ^{n},{\mathcal {O}}(d))}이 주어졌을 때,  {\displaystyle sf+tg}의 영점 궤적으로 정의된 초곡면 족을 구성할 수 있다. 대략적으로 이것은 다음과 같이 구성될 수 있다.
{\displaystyle X={\text{Proj}}\left({\frac {\mathbb {C} [s,t][x_{0},\ldots ,x_{n}]}{(sf+tg)}}\right)\hookrightarrow \mathbb {P} ^{1}\times \mathbb {P} ^{n}}
사영 {\displaystyle \pi _{1}:X\to \mathbb {P} ^{1}}을 사용하여 점 {\displaystyle [s_{0}:t_{0}]}에서 올이  {\displaystyle s_{0}f+t_{0}g}로 정의되는 사영 초곡면임을 알 수 있다. {\displaystyle sf+tx_{0}^{d}}는 유리적인 동치성을 확립하는 데 사용될 수 있기 때문에, 이는 모든 {\displaystyle d}차 초곡면의 순환류가 {\displaystyle d[\mathbb {P} ^{n-1}]}과 유리적으로 동치인 것을 보여주는 데 사용될 수 있다. {\displaystyle x_{0}^{d}=0}의 궤적이 {\displaystyle \mathbb {P} ^{n-1}}임과  중복도 {\displaystyle d}인 버라이어티를 가짐에 주목하라. 이는 순환류의 계수이다.

#### 곡선 위의 순환의 유리적 동치성
매끄러운 사영 곡선 {\displaystyle C}의 두 개의 서로 다른 선다발 {\displaystyle L,L'\in \operatorname {Pic} (C)}을 취하는 경우, 두 선다발의 일반 단면에서 사라지는 궤적은 {\displaystyle CH(C)} 안에서 비동치 순환류를 정의한다. 이는 매끄러운 버라이어티의 경우 {\displaystyle \operatorname {Div} (C)\cong \operatorname {Pic} (C)}이기 때문이다. 따라서 {\displaystyle s\in H^{0}(C,L)}의 제수 류 그리고 {\displaystyle s'\in H^{0}(C,L')}는 동치가 아닌 류를 정의한다.

## 저우 환
{\displaystyle k}-스킴 {\displaystyle X}가 매끄러울 때, 저우 군은 단지 등급 아벨 군이 아니라 더 나아가 환을 형성한다. 즉, {\displaystyle X}가 {\displaystyle k} 위에서 매끄러울 때, {\displaystyle CH^{i}(X)}를 {\displaystyle X} 위의 여차원 {\displaystyle i}의 순환들의 저우 군이라 하자. (여기서 {\displaystyle X}는 {\displaystyle n}차원 버라이어티이다 , 이것은 단지 {\displaystyle CH^{i}(X)=CH_{n-i}(X)}을 의미한다.) 그러면 군 {\displaystyle CH^{*}(X)}에 곱셈
{\displaystyle CH^{i}(X)\times CH^{j}(X)\rightarrow CH^{i+j}(X).}
을 추가하면 가환 등급 환을 형성한다. 이 곱셈은 대수적 순환의 교차로부터 발생한다. 예를 들어, {\displaystyle Y}와 {\displaystyle Z}가 {\displaystyle X}의 각각 여차원 {\displaystyle i}, {\displaystyle j} 인 매끄러운 부분 버라이어티이고  {\displaystyle Y}, {\displaystyle Z}가 횡단적으로 교차하면,{\displaystyle CH^{i+j}(X)}에서 곱 {\displaystyle [Y][Z]}이 교차 {\displaystyle Y\cap Z}의 여차원 {\displaystyle i+j}인 기약 성분들의 합이다.
보다 일반적으로 다양한 경우에 교차 이론은 저우 환에서 곱 {\displaystyle [Y][Z]}을 나타내는 명시적인 순환을 구성한다. 예를 들어, {\displaystyle Y}와 {\displaystyle Z}가 서로 여차원인(즉, 두 대상의 차원의 합이 {\displaystyle X}의 차원과 같다.) 부분 버라이어티이면, 교차의 차원이 0인 경우 {\displaystyle [Y][Z]}는 교차수라고 불리는 계수를 갖는 교차점들의 합과 같다. 매끄러운 {\displaystyle k}-스킴 {\displaystyle X}의 임의의 부분 버라이어티 {\displaystyle Y}와 {\displaystyle Z}의 경우, 교차 {\displaystyle Y\cap Z}의 차원에 대한 가정 없이 윌리엄 풀턴과 Robert MacPherson의 교차 이론은 {\displaystyle Y\cap Z}의 저우 군의 표준 요소를 구성한다. {\displaystyle X}의 저우 군의 상은 곱 {\displaystyle [Y][Z]}과 같다.

## 예

### 사영 공간
임의의 체 {\displaystyle k} 위에서 사영 공간 {\displaystyle \mathbb {P} ^{n}}의 저우 환은 환
{\displaystyle CH^{*}(\mathbb {P} ^{n})\cong \mathbf {Z} [H]/(H^{n+1})}
이다. 여기서 {\displaystyle H}는 초평면(특이 선형 함수의 영점 궤적)의 동치류이다. 게다가, 사영 공간에서 {\displaystyle d}차이고 여차원 {\displaystyle a}인 임의의 부분 버라이어티 {\displaystyle Y}들은 {\displaystyle dH^{a}}와 유리적으로 동일하다. {\displaystyle \mathbb {P} ^{n}} 안에서 여차원 {\displaystyle a}의  및 차수 {\displaystyle b}인 임의의 두 부분 버라이어티 {\displaystyle Y}, {\displaystyle Z}에 대해서 저우 환 안에서 곱은 다음과 같다.
{\displaystyle [Y]\cdot [Z]=a\,b\,H^{n}}
여기서 {\displaystyle H^{n}}는 {\displaystyle \mathbb {P} ^{n}} 안의 {\displaystyle k}-유리점의 동치류이다. 예를 들어, {\displaystyle Y}와 {\displaystyle Z}가 가로로 교차하면 {\displaystyle Y\cap Z}는 {\displaystyle ab}차 영 순환이다. 기본 체 {\displaystyle k}가 대수적으로 닫힌인 경우, 이는 정확히  {\displaystyle ab} 가지의 교차점이 있음을 의미한다; 이것은 열거 기하학의 고전적인 결과인 베주의 정리의 한 버전이다.

### 사영 다발 공식
랭크 {\displaystyle r}인 벡터 다발 {\displaystyle E\to X}이 주어지면  매끄러운 적절한 스킴 {\displaystyle X}을 통해 연관된 사영 다발 {\displaystyle \mathbb {P} (E)}의 저우 환은 {\displaystyle X}의 저우 환과 {\displaystyle E}의 천 특성류를 사용하여 계산할 수 있다.{\displaystyle \zeta =c_{1}({\mathcal {O}}_{\mathbb {P} (E)}(1))}이고 {\displaystyle E}의 천 특성류를 {\displaystyle c_{1},\ldots ,c_{r}}라 하면, 환 동형사상
{\displaystyle CH^{\bullet }(\mathbb {P} (E))\cong {\frac {CH^{\bullet }(X)[\zeta ]}{\zeta ^{r}+c_{1}\zeta ^{r-1}+c_{2}\zeta ^{r-2}+\cdots +c_{r}}}}
이 존재한다.

#### 히르체부르흐 곡면
예를 들어, 히르체부르흐 곡면의 저우 환은 사영 다발 공식을 사용하여 쉽게 계산할 수 있다. {\displaystyle \mathbb {P} ^{1}} 위에 {\displaystyle F_{a}=\mathbb {P} ({\mathcal {O}}\oplus {\mathcal {O}}(a))}과 같이 구성되어 있음을 기억하라. 그러면 이 벡터 다발의 유일하고 자명하지 않은 천 특성류는 {\displaystyle c_{1}=aH}과 같다. 이는 저우 환이 다음과 동형임을 의미한다.
{\displaystyle CH^{\bullet }(F_{a})\cong {\frac {CH^{\bullet }(\mathbb {P} ^{1})[\zeta ]}{(\zeta ^{2}+aH\zeta )}}\cong {\frac {\mathbf {Z} [H,\zeta ]}{(H^{2},\zeta ^{2}+aH\zeta )}}}

### 주목할만한 사항들
다른 대수 버라이어티의 경우 저우 군이 더 풍부한 성질을 가질 수 있다. 예를 들어, 체 {\displaystyle k}위의 타원 곡선 {\displaystyle X}를 고려하자. 그러면 {\displaystyle X} 위의 저우 군의 영 순환들은 완전열
{\displaystyle 0\rightarrow X(k)\rightarrow CH_{0}(X)\rightarrow \mathbf {Z} \rightarrow 0}
에 들어맞는다. 따라서 타원 곡선 {\displaystyle X}의 저우 군은 {\displaystyle X}의 {\displaystyle k}- 유리점들이 이루는 군 {\displaystyle X(k)}과 밀접한 관련이 있다.  여기서 {\displaystyle k}는 수체이다. {\displaystyle X(k)}는 {\displaystyle X}의 모델-베유 군이라고 불린다. 정수론의 가장 깊은 문제 중 일부는 이 군을 이해하려는 시도이다. 여기서 {\displaystyle k}는 복소수이며, 타원 곡선의 예는 저우 군이 셀 수 없는 아벨 군일 수 있음을 보여준다.

## 함자성
{\displaystyle k}-스킴들의 적절한 사상 {\displaystyle f:X\to Y}에 대해서는, 각 정수 {\displaystyle i}에 대해 밂 준동형사상 {\displaystyle f_{*}:CH_{i}(X)\to CH_{i}(Y)}이 있다. 예를 들어, 적절한 {\displaystyle k}-스킴 {\displaystyle X}에 대해서, 이는 준동형 사상 {\displaystyle CH_{0}(X)\to \mathbf {Z} }을 제공한다. 이는 {\displaystyle X} 안의 닫힌 점의 {\displaystyle k}-차수를 나타낸다. ({\displaystyle X} 안의 닫힌 점은 {\displaystyle k}의 유한 확대 체 {\displaystyle E}의 경우 {\displaystyle \operatorname {Spec} (E)} 형식을 가지고 있다. 또 이의 차수는 {\displaystyle E}의 {\displaystyle k}-차수를 뜻한다.)
```

  

    

      

        
r

      

    

    
{\displaystyle r}

  

차원 올(비어 있을 수도 있음)을 가진 

  

    

      

        
k

      

    

    
{\displaystyle k}

  

-스킴의 
평탄 사상
 

  

    

      

        
f

        
:

        
X

        
→

        
Y

      

    

    
{\displaystyle f:X\to Y}

  

에 대해 
준동형사상
 

  

    

      

        

          
f

          

            
∗

          

        

        
:

        
C

        

          
H

          

            
i

          

        

        
(

        
Y

        
)

        
→

        
C

        

          
H

          

            
i

            
+

            
r

          

        

        
(

        
X

        
)

      

    

    
{\displaystyle f^{*}:CH_{i}(Y)\to CH_{i+r}(X)}

  

이 존재한다.
```

저우 군의 주요 계산 도구는 다음과 같은 국소화 열이다. {\displaystyle k}-스킴 {\displaystyle X}과 {\displaystyle X}의 닫힌 부분 스킴 {\displaystyle Z}에 대해, 다음 완전열이 있다:
{\displaystyle CH_{i}(Z)\rightarrow CH_{i}(X)\rightarrow CH_{i}(X-Z)\rightarrow 0,}
여기서 첫 번째 준동형사상은 적절한 사상 {\displaystyle Z\to X}와 관련된 밂이다. 두 번째 준동형사상은 평탄 사상 {\displaystyle X-Z\to X}에 대한 당김이다. 국소화 열은 고차 저우 군으로도 알려진 저우 군, (보렐-무어) 모티브 코호몰로지 군의 일반화를 사용하여 왼쪽으로 확장될 수 있다.
매끄러운 {\displaystyle k}-스킴의 임의의 사상 {\displaystyle f:X\to Y}에 대해 당김 준동형사상 {\displaystyle f^{*}:CH^{i}(Y)\to CH^{i}(X)}이 존재한다. 이는 환 준동형사상 {\displaystyle CH^{*}(Y)\to CH^{*}(X)}이다.

### 평탄 당김의 예
부풀리기를 사용하여 예제가 아닌 항목을 구성할 수 있다. 예를 들어 {\displaystyle \mathbb {A} ^{2}}의 원점 부풀리기를 취한다면  그러면 원점 위의 올은 {\displaystyle \mathbb {P} ^{1}}과 동형이다.

#### 곡선의 분기된 덮개
곡선의 분기된 덮개
{\displaystyle f:\operatorname {Spec} \left({\frac {\mathbb {C} [x,y]}{(f(x)-g(x,y))}}\right)\to \mathbb {A} _{x}^{1}}
를 고려하자. 이 사상은 {\displaystyle f(\alpha )=0}일 때마다 분기되기 때문에  인수분해
{\displaystyle g(\alpha ,y)=(y-a_{1})^{e_{1}}\cdots (y-a_{k})^{e_{k}}}
를 얻는다. 여기서 어떤 하나의 {\displaystyle i}에 대해  {\displaystyle e_{i}>1} . 이는 점{\displaystyle \{\alpha _{1},\ldots ,\alpha _{k}\}=f^{-1}(\alpha )}이 각각 중복도 {\displaystyle e_{1},\ldots ,e_{k}}를 가지고 있음을 함의한다. 점 {\displaystyle \alpha }의 평탄 당김은 그렇다면
{\displaystyle f^{*}[\alpha ]=e_{1}[\alpha ]+\cdots +e_{k}[\alpha _{k}]}
이다.

#### 버라이어티의 평탄 족
평탄 버라이어티들의 족
{\displaystyle X\to S}
과 부분 버라이어티 {\displaystyle S'\subset S}을 고려하자. 그런 다음 데카르트 정사각형을 사용하여
{\displaystyle {\begin{matrix}S'\times _{S}X&\to &X\\\downarrow &&\downarrow \\S'&\to &S\end{matrix}}}
여기서 {\displaystyle S'\times _{S}X}의 상이 {\displaystyle X}의 부분 버라이어티이다. 그러므로
{\displaystyle f^{*}[S']=[S'\times _{S}X]}.

## 순환 사상
저우 군에서 더 계산이 잘되는 이론에 이르기까지 몇 가지 준동형사상(순환 사상으로 알려짐)이 있다.
첫째, 복소수 스킴 {\displaystyle X}의 경우 저우 군에서 보렐–무어 호몰로지에 대한 준동형사상이 있다.
{\displaystyle {\mathit {CH}}_{i}(X)\rightarrow H_{2i}^{BM}(X,\mathbf {Z} ).}
{\displaystyle X}의 i 차원 부분버라이어티가 실수 차원 2i를 갖기 때문에 인수 2가 나타난다. {\displaystyle X}가 복소수에 대해 매끄러우면 이 순환 사상은 준동형 사상
{\displaystyle {\mathit {CH}}^{j}(X)\rightarrow H^{2j}(X,\mathbf {Z} )}
으로서 푸앵카레 쌍대성을 사용하여 다시 작성될 수 있다. 이 경우( {\displaystyle X}는 C에 대해 매끄러움), 이러한 준동형사상은 저우 환에서 코호몰로지 환으로 가는 환 준동형 사상을 형성한다. 직관적으로 이는 저우 환와 코호몰로지 환이 순환의 교차점을 설명하기 때문이다.
매끄러운 복소 사영 버라이어티를 위해 더 풍부한 이론인 들리뉴 코호몰로지를 통해 저우 환에서 일반적인 코호몰로지 인자로 가는 순환 사상을 작성한다. 이는 0과 호몰로지 동치인 순환들에서 intermediate Jacobian로 가는 Abel-Jacobi 사상을 통합한다. 지수열이 {\displaystyle {\text{CH}}^{1}(X)}가 들리뉴 코호몰로지와 동형으로 사상되지만 j > 1인 {\displaystyle {\text{CH}}^{j}(X)}에 대해서는 실패함을 보여준다.
임의의 체 k에 대한 스킴 {\displaystyle X}의 경우 저우 군에서 (보렐–무어) 에탈 코호몰로지로 가는 유사한 순환 사상이 있다. {\displaystyle X} 매끄러울 떄, 이 동형은 저우 환에서 에탈 코호몰로지까지의 환 동형으로 식별될 수 있다.

## K-이론과의 관계
체 위의 매끄러운 스킴 {\displaystyle X}의 (대수적) 벡터 다발 E는 {\displaystyle {\text{CH}}^{i}(X)}에 천 특성류 ci( E )를 가지며 위상에서와 동일한 형식 속성을 갖는다. 천 특성류는 벡터 다발과 저우 군의 긴밀한 연결을 제공한다. 즉, K0(X)를 {\displaystyle X}에 있는 벡터 다발의 그로텐디크 군이라고 가정한다. 그로텐디크-리만-로흐 정리의 일부로 그로텐디크는 천 특성이 다음 동형사상을 제공한다는 것을 보여주었다.
{\displaystyle K_{0}(X)\otimes _{\mathbf {Z} }\mathbf {Q} \cong \prod _{i}{\mathit {CH}}^{i}(X)\otimes _{\mathbf {Z} }\mathbf {Q} .}
이 동형은 대수 순환에 대한 다른 적절한 동치 관계와 비교하여 유리적 동치의 중요성을 보여준다.

## 관련 추측들
대수기학과 정수론의 가장 깊은 추측 중 일부는 저우 군을 이해하려는 시도이다. 예를 들어:
- 모델–베유 정리는 제수 유 군 CH n -1 ( X )가 수체에 걸쳐 차원 n의 다양한 X에 대해 유한하게 생성된다는 것을 의미한다. 수체에 걸쳐 모든 버라이어티에 대해 모든 저우 군이 유한하게 생성되는지 여부는 미해결 문제이다. L-함수의 특수 값에 대한 블로흐–가토 추측은 이러한 군이 유한하게 생성된다고 예측한다. 더욱이, 모듈로 코호몰로지 동치성 순환 군의 순위 및 코호몰로지 0과 동치한 순환 군의 순위는 특정 정수 지점에서 주어진 버라이어티의 L-함수가 사라지는 순서와 동일해야 한다. 이러한 순위의 유한성은 또한 대수 K-이론의 베이스 추측을 따른다.
- 매끄러운 복소 사영 버라이어티 {\displaystyle X}에 대해 호지 추측은 저우 군에서 단일 코호몰로지로 가는 순환 사상의 상(유리수 Q로 텐서됨 )를 예측한다. 유한 생성된 체(예: 유한 체 또는 수 체)에 대한 매끄러운 사영 버라이어티을 위해 테이트 추측은 저우 군에서 l-진 코호몰로지로 가는 순환 사상의 상( Ql로 텐서링됨)를 예측한다.
- 모든 체에서 매끄러운 사영 버라이어티 {\displaystyle X}에 대해 블로흐–베일린슨 추측은 강력한 속성을 가진 {\displaystyle X}의 저우 군(유리수로 텐서링됨)에 대한 필터링을 예측한다.[10] 이 추측은 {\displaystyle X}의 단일 또는 에탈레 코호몰로지와 {\displaystyle X}의 저우 군 사이의 긴밀한 연결을 암시한다.

예를 들어, {\displaystyle X}를 매끄러운 복소 사영 곡면으로 가정한다. {\displaystyle X}의 영 순환 저우 군은 동형성 정도에 따라 정수에 사상된다. K를 커널로 둔다. 기하 종수 h 0 ( X, Ω 2 )이 0이 아닌 경우 멈포드는 K 가 "무한 차원"임을 보여주었다( {\displaystyle X}에 대한 유한 차원 영순환 계열의 상가 아님). 블로흐-벨린슨 추측은 만족스러운 역, 즉 영 순환에 대한 블로흐의 추측을 의미한다. 기하학적 종수가 0인 매끄러운 복소 사영 곡면 {\displaystyle X}의 경우 K는 유한 차원이어야 한다. 보다 정확하게는 알바니즈 버라이어티 {\displaystyle X}의 복합점 군에 동형으로 사상되어야 한다.

## 저우 군에서 비롯된 개념들

### 쌍변 이론
풀톤과 MacPherson은 "연산자 저우 환"과 보다 일반적으로 스킴의 모든 사상과 관련된 쌍변 이론을 정의하여 저우 환을 특이 버라이어티로 확장했다. 쌍변 이론은 사상에 군과 환을 각각 할당하는 공변 및 반공변 함자 쌍이다. 이는 공간에 환, 즉 코호몰로지 환을 할당하는 반공변 함수인 코호몰로지 이론을 일반화한다. "쌍변(bivariant)"이라는 이름은 이론이 공변 및 반공변함자를 모두 포함한다는 사실을 의미한다.
이것은 어떤 의미에서 저우 환이 특이 버라이어티로 확장된 가장 기본적인 것이다. 모티브 코호몰로지와 같은 다른 이론은 작동 중인 저우 환에 사상된다.

### 기타
산술 저우 군은 아라켈로프 이론 정보를 인코딩하는 구성 요소, 즉 연관된 복소 다양체의 미분 형식과 함께 Q에 대한 버라이어티의 저우 군을 융합한 것이다.
체에 대한 유한 유형 스킴의 저우 군 이론은 대수 공간의 이론으로 쉽게 확장된다. 이 확장의 주요 장점은 후자 범주에서 몫을 형성하는 것이 더 쉽고 따라서 대수 공간의 등변 저우 군을 고려하는 것이 더 자연스럽다는 것이다. 훨씬 더 강력한 확장은 스택의 저우 군 확장으로, 이는 일부 특수한 경우에만 구성되었으며 특히 가상 기본류를 이해하는 데 필요한다.

## 역사
제수의 유리적 동치(선형 동치라고도 함)는 19세기에 다양한 사상로 연구되었으며, 이는 정수론의 이데알 유군과 대수 곡선 이론의 야코비 버라이어티로 이어졌다. 더 높은 여차원 순환의 경우, 1930년대에 프란체스코 세베리가 유리적인 동치성을 도입했다. 1956년에 저우 웨이량은 저우의 이동 보조정리를 사용하여 매끄러운 준사영 버라이어티에 대한  유리적 동치성을 법으로 순환에서 교차곱이 잘 정의되어 있다는 영향력 있는 증명을 제시했다. 1970년대부터 풀턴과 MacPherson은 가능한 한 특이 버라이어티을 사용하여 저우 군에 대한 현재 표준 기반을 제공했다. 그들의 이론에 따르면 매끄러운 버라이어티의 교차곱은 일반 원뿔로의 변형을 통해 구성된다.

## 같이 보기
- 교차 이론
- 그로텐디크-리만-로흐 정리
- 호지 추측
- 모티브(대수기하학)

## 참고문헌

### 인용
1. ↑  Fulton. Intersection Theory, section 1.2 and Appendix A.3.
2. ↑  Stacks Project, https://stacks.math.columbia.edu/tag/0BE9
3. ↑  Fulton, Intersection Theory, section 8.1.
4. ↑  Fulton, Intersection Theory, Proposition 1.8.
5. ↑  Bloch, Algebraic cycles and higher K-groups; Voevodsky, Triangulated categories of motives over a field, section 2.2 and Proposition 4.2.9.
6. ↑  Fulton, Intersection Theory, section 19.1
7. ↑  Voisin, Hodge Theory and Complex Algebraic Geometry, v. 1, section 12.3.3; v. 2, Theorem 9.24.
8. ↑  Deligne, Cohomologie Etale (SGA 4 1/2), Expose 4.
9. ↑  Fulton, Intersection Theory, section 3.2 and Example 8.3.3.
10. ↑  Voisin, Hodge Theory and Complex Algebraic Geometry, v. 2, Conjecture 11.21.
11. ↑  Voisin, Hodge Theory and Complex Algebraic Geometry, v. 2, Theorem 10.1.
12. ↑  Voisin, Hodge Theory and Complex Algebraic Geometry, v. 2, Ch. 11.
13. ↑  Fulton, Intersection Theory, Chapter 17.
14. ↑  Fulton, William; MacPherson, Robert (1981). 《Categorical Framework for the Study of Singular Spaces》 (영어). American Mathematical Society. ISBN 9780821822432.
15. ↑  B. Totaro, Chow groups, Chow cohomology and linear varieties
16. ↑  Fulton, Intersection Theory, Chapters 5, 6, 8.

### 서론
- Eisenbud, David; Harris, Joe, 《3264 and All That: A Second Course in Algebraic Geometry》

### 고급
- Bloch, Spencer (1986), “Algebraic cycles and higher K-theory”, 《Advances in Mathematics》 61 (3): 267–304, doi:10.1016/0001-8708(86)90081-2, ISSN 0001-8708, MR 0852815
- Claude, Chevalley (1958), 〈Les classes d'équivalence rationnelle, I〉, 《Anneaux de Chow et applications》, Séminaire Claude Chevalley 3 (2), 1–14쪽
- Claude, Chevalley (1958), 〈Les classes d'équivalence rationnelle, II〉, 《Anneaux de Chow et applications》, Séminaire Claude Chevalley 3 (3), 1–18쪽
- Chow, Wei-Liang (1956), “On equivalence classes of cycles in an algebraic variety”, 《Annals of Mathematics》 64 (3): 450–479, doi:10.2307/1969596, ISSN 0003-486X, JSTOR 1969596, MR 0082173
- Deligne, Pierre (1977), 《Cohomologie Etale (SGA 4 1/2)》, Springer-Verlag, ISBN 978-3-540-08066-4, MR 0463174
- Fulton, William (1998), 《Intersection Theory》, Berlin, New York: Springer-Verlag, ISBN 978-0-387-98549-7, MR 1644323
- Severi, Francesco (1932), “La serie canonica e la teoria delle serie principali di gruppi di punti sopra una superficie algebrica”, 《Commentarii Mathematici Helvetici》 4: 268–326, doi:10.1007/bf01202721, JFM 58.1229.01
- Voevodsky, Vladimir (2000), 〈Triangulated categories of motives over a field〉, 《Cycles, Transfers, and Motivic Homology Theories》, Princeton University Press, 188–238쪽, ISBN 9781400837120, MR 1764202
- Voisin, Claire (2002), 《Hodge Theory and Complex Algebraic Geometry (2 vols.)》, Cambridge University Press, ISBN 978-0-521-71801-1, MR 1997577